# Il ranocchio, il wallaby e il dugongo
Il ranocchio, il wallaby e il dugongo è un racconto che appartiene alla leggende aborigene.

## Trama
La leggenda narra le vicende di due madri: una Modjia ha un figlio grazioso, mentre l'altra Mamanduru ha un figlio brutto. Un giorno le madri scendono con i figli sulla spiaggia per raccogliere i frutti di mare. La storia prende una brutta piega quando Mamanduru rapisce il bel bambino di Modjia e fugge in un boschetto convinta di essere irraggiungibile. Invece l'altra madre la insegue, la rintraccia e divampa una tremenda colluttazione. Alla fine il bambino brutto viene trasformato in un ranocchio deformato, Modjia è trasformata in un piccolo canguro, mentre Mamanduru assume la forma di un dugongo.